# Friedrich von Carmer

Friedrich von Carmer (1907)

Friedrich Graf von Carmer-Osten (* 22. Juni 1849 in Groß-Osten, Kreis Guhrau, Provinz Schlesien; † 8. Juni 1915 in Rützen) war Rittergutsbesitzer und Mitglied des Deutschen Reichstags.

## Leben
Friedrich war Angehöriger der Grafen von Carmer. Er besuchte die Ritter-Akademie in Liegnitz und war Soldat von 1866 bis 1878. Dabei wurde er im Krieg von 1870/71 schwer verwundet. Er schied als Major aus dem Dienst. Später war er Landwirt auf seinen Gütern in Groß-Osten bei und Rützen. Außerdem war er Königlicher Kammerherr, Landschaftsdirektor der Liegnitz-Wohlauer Fürstentums-Landschaft und Kreisdeputierter. Weiter war er Mitglied des schlesischen Provinzial-Landtages und der Provinzial-Synode sowie Mitglied des Preußischen Herrenhauses seit 1892.
Von 1890 bis zu seinem Tode war er Mitglied des Deutschen Reichstags für den Wahlkreis Regierungsbezirk Breslau 1 Guhrau, Steinau, Wohlau und die Deutschkonservative Partei. Ebenfalls von 1911 bis zu seinem Tod war er Mitglied des Senats der Kaiser-Wilhelm-Gesellschaft.
Die Carmersche Majoratsbibliothek auf Schloss Rützen verfügte über einen Bestand von etwa 12.000 Bänden überwiegend juristischer Fachliteratur, aber auch Handschriften.